# Гарнагал Сінґг Сева
Гарнагал Сінґг Сева (29 жовтня 1946) — малайзійський хокеїст на траві. Грав за клуб «Кілат». Увійшов до складу збірної Малайзії на літніх Олімпійських іграх 1968 в Мехіко, де вона посіла 15-те місце. Грав на позиції нападника, зіграв 8 матчів і забив 1 гол у ворота збірної Мексики. Учасник літніх Олімпійських ігор 1972 в Мюнхені, де його збірна посіла 8-ме місце. Грав на позиції нападника, зіграв 9 матчів і забив 1 гол у ворота збірної Уганди.